# 坂本剛史
坂本 剛史（さかもと つよし、3月8日 - ）は、福井テレビ (FTB) の元アナウンサー。

## 来歴
兵庫県神戸市出身。兵庫県立長田高等学校、岡山大学医学部卒業。専攻は放射線技術科学で、診療放射線技師免許を取得している。
大学を卒業後、2009年4月に福井テレビに入社。2024年2月末で他部署に異動。

## 担当番組
- チカッペ!輝け福井のアスリートたち
- ふくい浪漫 い〜ざぁええDay
- おかえりなさ〜い
- スポーツ中継 - 実況担当[2]
- Live News イット!
- 福井新聞ニュース・中日新聞ニュース